# Pabražuolė
Pabražuolė (dawn. Jaszczołdy) – wieś na Litwie, w rejonie wileńskim, 7 km na południe od Ławaryszek, zamieszkała przez 5 osób.

## Historia
W dwudziestoleciu międzywojennym leżały w Polsce, w województwie wileńskim, w powiecie wileńsko-trockim, w gminie Mickuny.
Po II wojnie światowej w granicach Związku Sowieckiego. Od 1991 na niepodległej Litwie.